# Нісі-Мея

40°34′37″ пн. ш. 140°17′47″ сх. д. / 40.57694° пн. ш. 140.29639° сх. д.
Ні́сі-Мея́ (яп. 西目屋村, にしめやむら, МФА: [ɲiɕi meja muɾa]) — село в Японії, в повіті Нака-Цуґару префектури Аоморі. Станом на 1 жовтня 2007 площа села становила 246,58 км². Станом на 1 липня 2008 населення села становило 1487 осіб.